# Pelastoneurus versicolor
Pelastoneurus versicolor är en tvåvingeart som beskrevs av Van Duzee 1932. Pelastoneurus versicolor ingår i släktet Pelastoneurus och familjen styltflugor.
Artens utbredningsområde är Kuba. Inga underarter finns listade i Catalogue of Life.